# Metropolticket Stuttgart
Das Metropolticket Stuttgart (offiziell Metropol-Tages-Ticket der Metropolregion Stuttgart, auch MetropolTagesTicket Stuttgart) ist in allen Zügen des Nahverkehrs (IRE, RE, MEX, RB und S-Bahn) und in den anderen Verkehrsmitteln der Verkehrsverbünde in der Region Stuttgart und teilweise darüber hinaus gültig. Es gilt von Montag bis Freitag ab 9:00 Uhr bis 3:00 Uhr des Folgetages, an Samstagen, Sonntagen und gesetzlichen Feiertagen ab 0:00 Uhr bis 3:00 Uhr des Folgetages. Es wird seit Januar 2012 angeboten.
Das Metropolticket kann für ein bis fünf Personen gelöst werden und erlaubt vielfach für ein Eltern- oder Großelternpaar oder -teil die Mitnahme beliebig vieler eigener Kinder oder Enkel unter 15 Jahren. Weitere Kinder werden bis zum Alter von fünf Jahren unentgeltlich befördert.

## Verbünde
Das Ticket gilt in den folgenden Verbünden:
- Verkehrs- und Tarifverbund Stuttgart (VVS)
- Heilbronner Hohenloher Haller Nahverkehr (HNV)
- KreisVerkehr Schwäbisch Hall
- OstalbMobil
- Verkehrsverbund Neckar-Alb-Donau (naldo)
- Verkehrs-Gemeinschaft Landkreis Freudenstadt (vgf)
- Verkehrsgesellschaft Bäderkreis Calw (VGC)
- Verkehrsverbund Pforzheim-Enzkreis (VPE)

## Weitere Bestimmungen
Für Fahrten mit einem angrenzenden Länderticket in dessen Geltungsbereich bzw. in den Geltungsbereich des MetropolTagesTickets Stuttgart hinein entfällt das Lösen von Fahrkarten
bis zum ersten bzw. ab dem letzten fahrplanmäßigen Haltebahnhof im Geltungsbereich. Angrenzende Länder-Tickets im Sinne dieser Bestimmungen sind das Bayern-Ticket und das Bayern-Ticket Nacht.
Soll die erste Fahrt zwischen 0:00 und 3:00 Uhr des Folgetages angetreten werden, muss das MetropolTagesTicket Stuttgart vor Beginn des Folgetages erworben werden.
Ist der angegebene Geltungstag im Bundesland des Startbahnhofs bzw. im ersten durchfahrenen Bundesland ein gesetzlicher Feiertag, gilt das Metropol-Tages-Ticket im gesamten Geltungsbereich bereits ab 0:00 Uhr.
Ein MetropolTagesTicket Stuttgart ist nur gültig, soweit in den dafür vorgesehenen Feldern des Tickets Geltungstag sowie Name und Vorname aller reisenden Personen eingetragen sind. Die reisenden Personen haben diese Angaben vor ihrem Fahrtantritt – unterwegs Zusteigende unmittelbar nach ihrem Zustieg – unauslöschlich in Druckbuchstaben einzutragen, sofern dies nicht bereits vom Verkaufssystem vorgenommen wurde. Familienkinder sowie Kinder bis einschließlich fünf Jahren sind nicht einzutragen.
Es werden auch Tickets zur Nutzung der ersten Wagenklasse angeboten. Es sind zudem Zuschlagskarten erhältlich, welche pro Person gelöst werden können und die Nutzung der ersten Wagenklasse zum Metropolticket ermöglichen.
Das MetropolTagesTicket Stuttgart gilt auch auf der in den Freistaat Bayern führenden Verbindung Pflaumloch–Nördlingen.

## Preise
| Klasse                  | eine Person | zwei Personen | drei Personen | vier Personen | fünf Personen |
| ----------------------- | ----------- | ------------- | ------------- | ------------- | ------------- |
| 2. Klasse               | 24 €        | 31 €          | 38 €          | 45 €          | 52 €          |
| 1. Klasse               | 32 €        | 47 €          | 62 €          | 77 €          | 92 €          |
| Übergang 2. → 1. Klasse | 8 €         | 16 €          | 24 €          | 32 €          | 40 €          |

Werden die Fahrkarten im personenbedienten Verkauf erworben, ist ein Zuschlag von 2 € zu zahlen. Beim Verkauf in einem Zug der Produktklasse C ist ein höherer Zuschlag (gestaffelt von 2,10 € bis 8,50 €) zu zahlen. War bei Fahrtantritt weder ein Fahrkartenschalter geöffnet noch ein zur Annahme von Bargeld geeigneter betriebsbereiter Automat vorhanden, wird das Ticket im Zug zum Preis wie bei Erwerb an Fahrkartenautomaten ausgegeben.

## Weblink
- MetropolTagesticket auf der Seite des Verkehrsministeriums